# Niña de Marchena
Josefa Ramos Martín, (Marchena, provincia de Sevilla; 1915 – f. Caracas, Venezuela; 1980) conocida internacionalmente como Niña de Marchena, cantaora paya y saetista marchenera.

## Biografía
Conocida en la historia del cante flamenco y saetero por su nombre artístico Niña de Marchena, llevando así el nombre de su pueblo andaluz por todo el mundo hasta su muerte en Caracas en 1980.
En 1935, a sus veinte años ganó el premio de saetas de la Semana Santa de Sevilla, y ese mismo año realiza una gira por la geografía española en la que alterna con la gran cantaora La Niña de los Peines. Esto le vale los buenas palabras de expertos en el arte del Flamenco como Fernando el de Triana: "De esta flamante cantaora, solo diré que posee una preciosa voz, clara y potente; y que a pesar de su juventud, tiene una afición sin límites a los cantes viejos. De mi escuela canta la jabera y la rondeña, y donde quiera que ha cantado estos cantes se los ha premiado el público con halagüeñas ovaciones".